# Rainbach im Innkreis
Rainbach im Innkreis  ist eine Gemeinde in Oberösterreich im Bezirk Schärding  im Innviertel mit 1566 Einwohnern (Stand 1. Jänner 2024). Die Gemeinde liegt im Gerichtsbezirk Schärding.

## Geografie
Rainbach im Innkreis  liegt auf 371 m Höhe im Innviertel. Die Ausdehnung beträgt von Nord nach Süd 9,4 km, von West nach Ost 5,3 km. Die Gesamtfläche beträgt 24,5 km². 20,8 % der Fläche sind bewaldet, 71,8 % der Fläche sind landwirtschaftlich genutzt und gehört demnach zu den südlichsten Gemeinden des Sauwaldes.

### Gemeindegliederung
Das Gemeindegebiet umfasst folgende 19 Ortschaften (Einwohner Stand 1. Jänner 2024):
- Berndlsiedlung (54)
- Erledt (9)
- Haselbach (59) samt Haselbach-Zerstreute Häuser
- Hauzing (293) samt Hauzing-Siedlung
- Hingsham (194) samt Espernberg und Hingsham-Siedlung
- Höcking (88) samt Hanslau
- Höretzberg (130) samt Böhring und Dannerding
- Kapfham (2)
- Korneredt (44) samt Radenberg und Rampesau
- Ortenholz (11)
- Pfaffing (143) samt Pfaffing-Zerstreute Häuser
- Rainbach im Innkreis (217)
- Randolfing (37)
- Salling (52)
- Sinzing (40)
- Steinberg (30) samt Steinedt
- Sumetsrad (94) samt Diesenberg, Loh und Strößberg
- Weizenau (11)
- Wienering (58) samt Edermaning

Die Gemeinde besteht aus den Katastralgemeinden Edermaning, Grünberg, Rainbach und Wienering.

### Nachbargemeinden
| Brunnenthal        | Schardenberg                                |             |
| St. Florian am Inn | Kompassrose, die auf Nachbargemeinden zeigt | Münzkirchen |
|                    | Taufkirchen an der Pram                     | Diersbach   |

## Geschichte

### Überblick
Rainbach wird schon im 12. und 13. Jahrhundert mehrfach urkundlich erwähnt. Die dem hl. Petrus geweihte Filialkirche von Taufkirchen wird erstmals 1230 genannt.
Zur Zeit der frühen Kirchenorganisation im Mittelalter gehörten Teile des Gebietes um Rainbach zur Urpfarre St. Weihflorian. Als eigenständige Pfarre wurde St. Weihflorian erstmals 1182 bezeichnet, als sie zusammen mit der Pfarre Tettenweis dem Passauer „Innbruckamt“ inkorporiert wurde, welches dem St. Ägidien-Spital in der Innstadt unterstand. Der Sprengel der Pfarre St. Weihflorian war sehr ausgedehnt: Er lag zwischen dem Wirkungsbereich der Urpfarre St. Severin sowie dem der Urpfarre Münsteuer und umfasste das Gebiet der heutigen Pfarren Brunnenthal, Schärding, St. Florian am Inn, Suben, St. Marienkirchen und Eggerding, dazu außerdem Anteile der heutigen Pfarren Taufkirchen, Lambrechten und Rainbach. Als es im Jahr 1380 zur Verlegung des Sitzes der Pfarre nach Schärding kam, wurde das zu St. Weihflorian gehörende Gebiet um Rainbach zur Filiale von Schärding.
Im Jahr 1783 wurde Rainbach eine selbständige Pfarre. Der 1796 durch einen Blitzschlag abgebrannte Turm wurde rasch erneuert und mit den Glocken von St. Jakob ausgestattet.
Seit Gründung des Herzogtums Bayern war der Ort bis 1779 bayrisch und kam nach dem Frieden von Teschen mit dem Innviertel (damals Innbaiern) zu Österreich. Während der Napoleonischen Kriege wieder kurz bayrisch, gehört er seit 1814 endgültig zu Oberösterreich.
Nach dem Anschluss Österreichs an das Deutsche Reich am 13. März 1938 gehörte der Ort zum Gau Oberdonau. 1945 erfolgte die Wiederherstellung Oberösterreichs.

### Einwohnerentwicklung
1991 hatte die Gemeinde laut Volkszählung 1457 Einwohner, 2001 dann 1493 Einwohner. Im Jahr 2011 waren noch 1518 Einwohner registriert, im Jahr  2020 war ihre Anzahl auf 1490 gesunken.

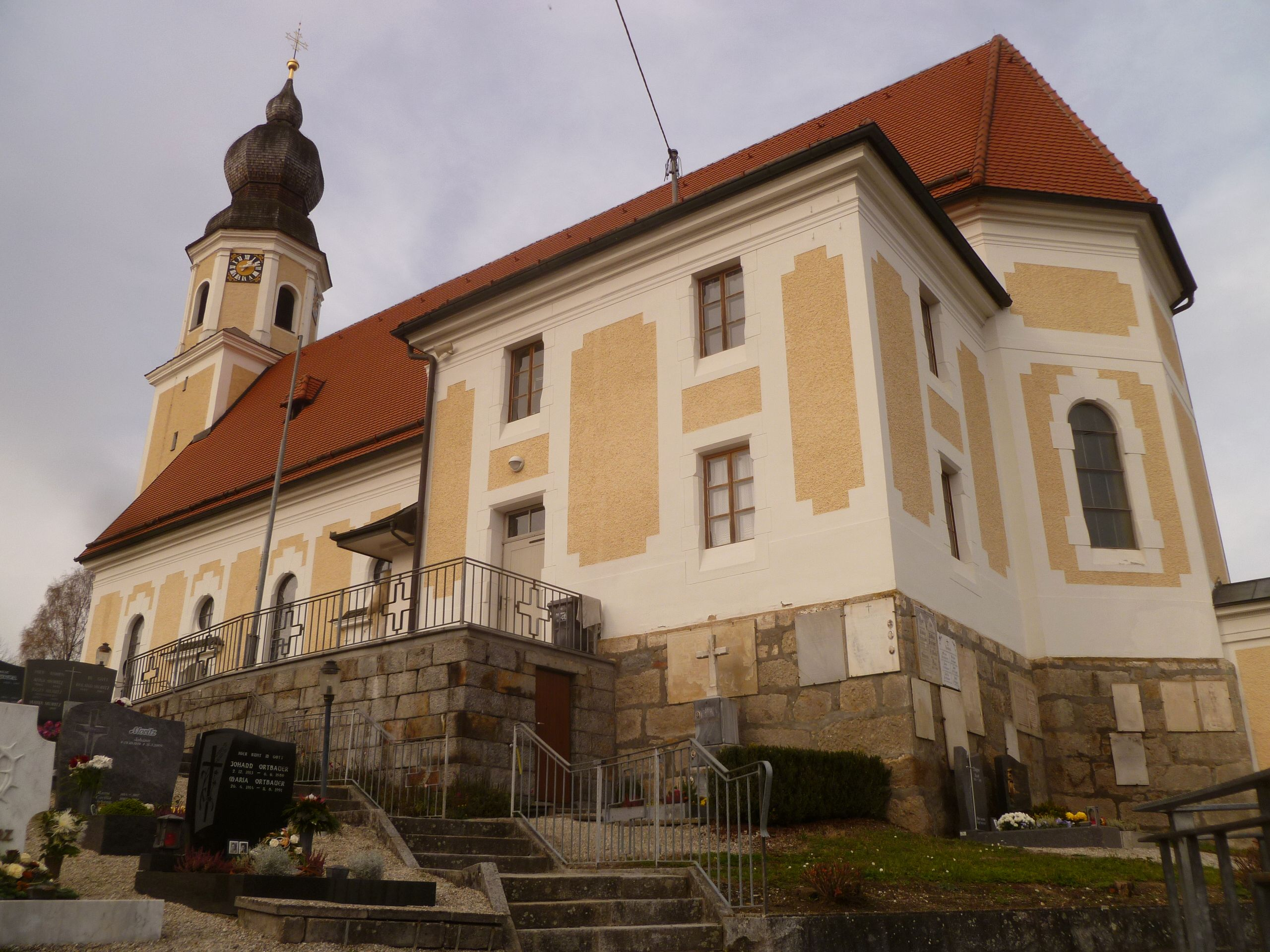
Kath. Pfarrkirche hl. Petrus in Rainbach im Innkreis

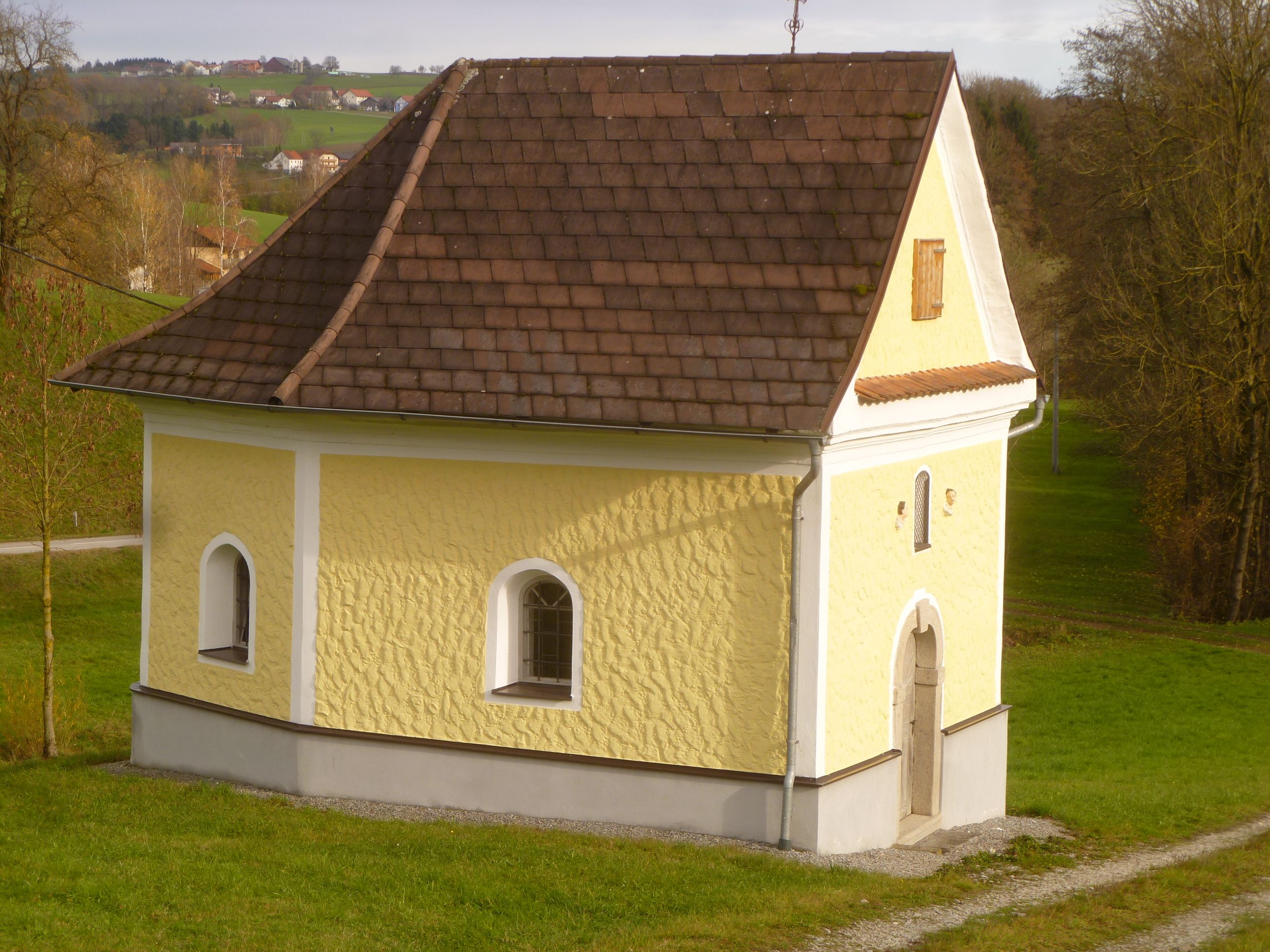
Zöhrerkapelle

## Kultur und Sehenswürdigkeiten
- Katholische Pfarrkirche Rainbach im Innkreis
- Filialkirche hl. Katharina
- Zöhrerkapelle
- Rainbacher Evangelienspiele: Seit dem Jahr 2004 finden die Evangelienspiele jährlich statt. Im ersten Jahr unter dem Titel Passion aufgeführt, etablieren sich diese Spiele stetig im Kulturkalender.
- Auf dem Gemeindegebiet liegen die Burgställe Sumetsrad und Steinberg.
- Erlebnisfreibad

## Wirtschaft und Infrastruktur

### Wirtschaftssektoren
Von den 95 landwirtschaftlichen Betrieben des Jahres 2010 wurden 52 im Haupt-, 37 im Nebenerwerb und sechs von Personengemeinschaften geführt. Im Produktionssektor arbeiteten fünfzig Erwerbstätige im Baugewerbe und acht im Bereich Herstellung von Waren. Die größten Arbeitgeber des Dienstleistungssektors waren die Bereiche soziale und öffentliche Dienste (31), freiberufliche Dienstleistungen (15), Handel (10) und Beherbergung und Gastronomie (9 Mitarbeiter).
| Wirtschaftssektor            | Anzahl Betriebe | Anzahl Betriebe | Erwerbstätige | Erwerbstätige |
| Wirtschaftssektor            | 2011            | 2001            | 2011          | 2001          |
| ---------------------------- | --------------- | --------------- | ------------- | ------------- |
| Land- und Forstwirtschaft 1) | 95              | 115             | 91            | 95            |
| Produktion                   | 17              | 15              | 58            | 78            |
| Dienstleistung               | 41              | 20              | 81            | 60            |

1) Betriebe mit Fläche in den Jahren 2010 und 1999
| Im Jahr 2011 lebten 770 Erwerbstätige in Rainbach im Innkreis. Davon arbeiten 168 in der Gemeinde, beinahe achtzig Prozent pendelten aus. - Eisenbahn: Der Bahnhof Schärding liegt wenige Kilometer westlich des Gemeindegebietes. - Straße: Die Sauwald Straße B136 von Schärding über den Sauwald nach Engelhartszell an der Donau verläuft im Norden der Gemeinde. | Hier fehlt eine Grafik, die leider im Moment aus technischen Gründen nicht angezeigt werden kann. Wir arbeiten daran! |

## Politik

### Gemeinderat
Der Gemeinderat besteht aus 19 Mandataren.
| Partei | 2021    | 2021    | 2015  | 2015    | 2009  | 2009    | 2003  | 2003    | 1997  | 1997    |
| Partei | Prozent | Mandate | %     | Mandate | %     | Mandate | %     | Mandate | %     | Mandate |
| ------ | ------- | ------- | ----- | ------- | ----- | ------- | ----- | ------- | ----- | ------- |
| ÖVP    | 48,32   | 10      | 41,98 | 8       | 49,59 | 10      | 45,15 | 9       | 52,43 | 11      |
| FPÖ    | 37,59   | 7       | 38,46 | 7       | 25,81 | 5       | 28,08 | 5       | 24,74 | 5       |
| SPÖ    | 14,09   | 2       | 19,56 | 4       | 24,61 | 4       | 26,77 | 5       | 18,92 | 3       |

### Bürgermeister
Bürgermeister seit 1850 waren:
- 1850–1861 Andreas Wallner
- 1861–1864 Franz Oehlinger
- 1864–1867 Josef Bubendorfer
- 1867–1870 Johann Bubendorfer
- 1870–1872 Anton Duscher
- 1872–1873 Sebastian Zauner
- 1873–1876 Johann Eder
- 1876–1879 Sebastian Zauner
- 1879–1882 Johann Gimplinger
- 1882–1894 Mathias Kothbauer
- 1894–1903 Ferdinand Mayer
- 1903–1906 Josef Holzapfel
- 1906–1910 Felix Billinger
- 1910–1919 Anton Moritz
- 1919–1920 Josef Gruber
- 1920–1924 Matthias Augustin
- 1924–1929 Felix Billinger
- 1929–1938 Alois Selker
- 1938–1945 Johann Eder (NSDAP)
- 1945–1961 Alois Selker
- 1961–1973 Felix Billinger
- 1973–1981 Alois Selker
- 1981–1989 Karl Schmid
- 1989–1989 Ferdinand Fasthuber (provisorisch)
- 1989–2009 Alois Gimplinger (ÖVP)
- 2009–2015 Alois Boxrucker (ÖVP)
- seit 2015 Gerhard Harant (FPÖ)

### Wappen
Offizielle Beschreibung des Gemeindewappens: „In Grün ein blauer, golden bordierter, schräglinker Wellenbalken, begleitet nach der Figur von zwei goldenen Schlüsseln mit abgewendeten Bärten und Griffen in Vierpaßform.“
Die Schlüssel symbolisieren das Pfarrpatrozinium des hl. Petrus, die Wellen stehen für den Ortsnamen „Bach“.
Die Gemeindefarben sind  Grün-Gelb-Blau.

### Partnergemeinde
Seit 2004 ist Rainbach im Mühlkreis Partnergemeinde von Rainbach am Inn.

## Persönlichkeiten

### Söhne und Töchter der Gemeinde
- Joseph Pell (1817–1854), seit 1845 als Kooperator Seelsorger in St. Marienkirchen bei Schärding, wurde von der Bevölkerung schon zu Lebzeiten als heiligmäßig verehrt, nach seinem Tod wurden Erbauungsschriften über ihn verfasst.
- Friedrich Ch. Zauner (1936–2022), Schriftsteller, Ehrenbürger der Gemeinde
- Werner Thanecker (1962–2014), Propst des Augustiner-Chorherrenstiftes Reichersberg

### Mit der Gemeinde verbundene Persönlichkeiten
- Walter Ablinger (* 1969), Behindertensportler und Olympiasieger; lebt in Rainbach, Ehrenbürger der Gemeinde
- Franz Xaver Hofer (1942–2012), Schriftsteller und Kunstkenner
- Lorenz Raab (* 1975), Trompeter; aufgewachsen in Rainbach